# Церковь Святого Архангела Михаила (Городовиковск)
Церковь Святого Архангела Михаила — православный храм в городе Городовиковске в Калмыкии.

## История
Первый храм в Башанте (старое название Городовиковска) был построен в центре сегодняшнего парка в начале XX века. 26 октября 1914 года епископ Ставропольский Михаил освятил храм во имя святого цесаревича Алексея. После Октябрьской революции храм был закрыт. В нём разместили местный клуб. Через некоторое время храм был разобран на строительные материалы, которые были использованы для строительства складских помещений.
Ныне существующий православный приход во имя Святого архангела Михаила был открыт в 1994 году. В 1993 году администрацией Городовиковского района было передано под церковь здание давно закрытого детского сада. Кирпичное здание 1961 года было в повреждённом состоянии — без окон и дверей. По благословению митрополита Ставропольского и Владикавказского Гедеона вновь открытый храм был освящён во имя Святого Архангела Михаила. С 1993 года по 1996 год приход принадлежал Ставропольской епархии. Осенью 1996 года он перешёл к Элистинской епархии. По благословению епископа Элистинского и Калмыцкого Зосимы настоятелем назначен иеромонах Гавриил (Щепкин). При отце Гаврииле был оборудован алтарь, воздвигнут иконостас, церковь украшена иконами, приобретены хоругви и первые священнические облачения.

## В настоящее время
1998 году настоятелем был назначен священник Алексий Винокуров. С 2000 года при приходе действует воскресная школа. В 2002 году силами прихода к зданию прихода пристроена колокольня, приобретены 5 колоколов (вес самого большого 150 кг.). Распоряжением Главы администрации Городовиковского района С. Н. Манжикова в 2007 г. приходу было передано здание котельной с земельным участком, где в настоящее время оборудована мастерская.
27 июня 2007 года состоялось освящение краеугольного камня нового храма в честь святого цесаревича Алексия. 17 июля 2015 года архиепископ Элистинский и Калмыцкий Юстиниан совершил первую Божественную Литургию в Алексеевском храме. Строительство нового храма продолжается и по сей день.
1 декабря 2015 года архиепископ Юстиниан освободил протоиерея А. Винокурова от должности настоятеля прихода, возложив обязанности настоятеля Михайло-Архангельского прихода на себя. В 2015—2017 гг. на приходе проходил своё служение иерей Алексий Алексеев, чья диаконская хиротония состоялась в строящемся Алексеевском храме 17 июля 2015 года.
4 марта 2017 года архиепископ Юстиниан назначил ключарём прихода иеромонаха Кирилла (Горбачёва). 17 апреля 2017 года в строящемся Алексеевском храме был рукоположён во пресвитера клирик прихода иеромонах Димитрий (Круглов).